# Nuno Gomes
Nuno Gomes (wym. [ˈnunu ˈgomɨʃ]; właśc. Miguel Soares Perreira Ribeiro; ur. 5 lipca 1976 w Amarante) – portugalski piłkarz występujący na pozycji napastnika.

## Kariera
Swoją karierę rozpoczynał w Boaviscie. Po udanym sezonie w tym klubie przeniósł się do najbardziej utytułowanego klubu w Portugalii – Benfiki. Przez trzy sezony był jej czołowym strzelcem, przez co zwrócił na siebie uwagę ówczesnego selekcjonera kadry portugalskiej, który zabrał go na mistrzostwa Europy rozgrywane w Belgii i Holandii. Na turnieju tym Nuno Gomes zdobył 4 bramki, jedną mniej niż królowie strzelców – Patrick Kluivert i Savo Milošević. Dzięki temu Portugalczykiem zaczęły się interesować kluby z czołowych lig europejskich, ale trafił on ostatecznie do upadającej Fiorentiny.
Pierwszy sezon mógł zaliczyć do udanych, bowiem zdobył w nim 9 goli. W następnym roku był jednak trapiony przez kontuzje i nie mógł odzyskać optymalnej formy. Latem 2002, po bankructwie Fiorentiny postanowił wrócić do Benfiki i ponownie stał się czołowym strzelcem klubu z Lizbony. Piłkarz pokazał się z dobrej strony także na Mistrzostwach Europy w Piłce Nożnej 2004, strzelając ważną bramkę w meczu z Hiszpanią. W sezonie 2005/2006 zdobył dla „Orłów” 15 goli w lidze. Zaowocowało to zainteresowaniem ze strony innych klubów, między innymi West Hamu United. Gomes znalazł się także w kadrze reprezentacji na Mistrzostwa Świata 2006, lecz Luiz Felipe Scolari nie wprowadzał go do gry nawet z ławki rezerwowych. Nuno wystąpił dopiero w przegranym 1:3 meczu o trzecie miejsce z Niemcami, w którym strzelił gola.
Nuno Gomes wystąpił także na Mistrzostwach Europy w Piłce Nożnej 2008. Na tej imprezie był podstawowym zawodnikiem reprezentacji Portugalii, pełnił także rolę kapitana tego zespołu. Strzelił gola w przegranym przez Portugalię ćwierćfinałowym pojedynku przeciwko Niemcom. Po Mistrzostwach Europy w Piłce Nożnej 2008 piłkarzowi zaczęły dokuczać kontuzje. Coraz rzadziej występował w swojej drużynie klubowej. Nie został powołany na Mistrzostwa Świata 2010. Był to pierwszy turniej rangi mistrzowskiej od Mistrzostw Europy w Piłce Nożnej 2000, na którym go zabrakło.
W 2011 roku po wielu latach opuścił Benfikę Lizbona i został zawodnikiem SC Braga.
3 lipca 2012 roku podpisał dwuletni kontrakt z Blackburn Rovers.
W historii reprezentacji Portugalii w 79 meczach zdobył 29 goli.
Jest rozwiedziony. Z byłą żoną ma córkę.

## Odznaczenia
- Oficer Orderu Infanta Henryka – 2004[2]